# Charlotte von Ahlefeld
Charlotte Sophie Luise Wilhelmine von Ahlefeld (Erfurt, 6 de dezembro de 1781 — Teplice, 27 de julho de 1849) foi uma romancista alemã.